# ゆめタウン光の森
ゆめタウン光の森（ゆめタウンひかりのもり）は、熊本県菊池郡菊陽町光の森7丁目に位置し、株式会社イズミが運営するショッピングセンター（以下SC）。

## 沿革
- 2003年（平成15年）7月8日 - 工事着工。
- 2004年（平成16年）
  - 6月1日 - 試験開店（ソフトオープン）。
  - 6月3日 - 開店。
- 2006年（平成18年）3月18日 - JR九州豊肥本線光の森駅開業。
- 2007年（平成19年）9月21日 - ベスト電器光の森店（別館扱い）開店。
- 2009年（平成21年）4月16日 - 営業時間を従来の10:00-23:00より、9:30-22:00に変更。
- 2010年（平成22年）
  - 4月15日 - ゆめタウン光の森公式サイトを開設[注 1]。
  - 9月17日 - 専門店街をリニューアルオープン。
- 2013年（平成25年）10月 - 新館立体駐車場完成[2]。
- 2015年（平成27年）4月25日 - 南館を光の森駅方面へ増床[3]、第1期リニューアルオープン[4]。
- 2016年（平成28年）4月14日 - 同日夜に発生した熊本地震で被害を受け、TOHOシネマズが同年9月12日まで5ヵ月間休業する等の影響が出た[5]。
- 2019年（令和元年）6月27日 - 南館1階の増床、光の森駅前に立体駐車場を新設[6]。
- 2020年（令和2年） - 新型コロナウイルス感染症流行の影響により、TOHOシネマズが同年4月から5月21日まで休業[7]。
- 2024年（令和6年）6月3日 - 開店20周年を迎える。

## 概要

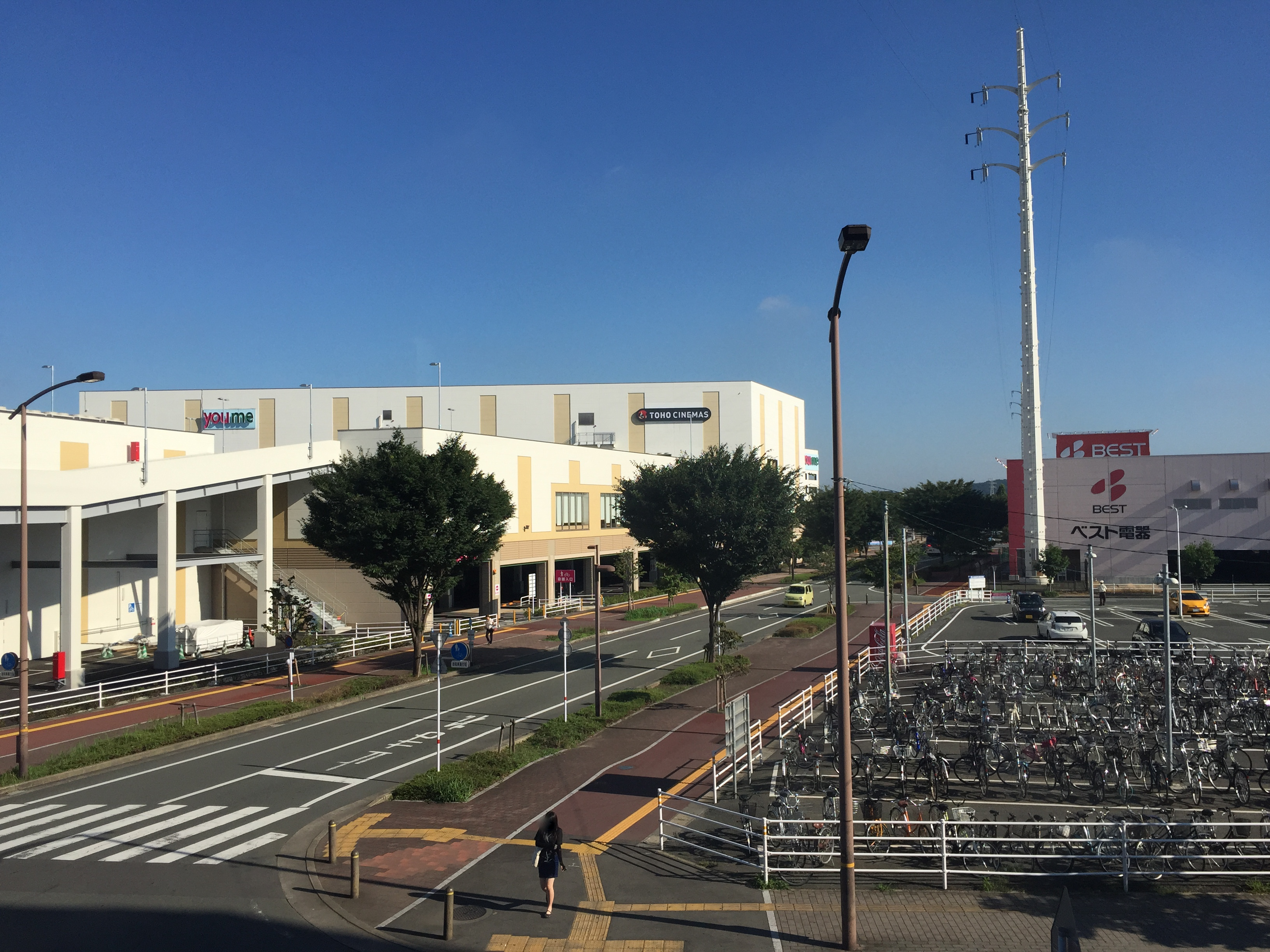
南館（拡張後）とベスト電器光の森店

熊本県は2002年 （平成14年）、県住宅供給公社が開発を行う予定の団地である「光の森」に於ける核となるSCの出店について、当時SCを展開していた各社に打診した所、イメージが合うとして株式会社イズミによるゆめタウンに決定し、2004年（平成16年）6月3日（6月1日プレオープン）にオープンした。イズミが手掛ける商業施設としては初となる映画館（シネマコンプレックス、以下「シネコン」）を南館に併設した。
オープン後しばらくは光の森全体を含め家電量販店が皆無であったことから、イズミ側は光の森駅前の土地を取得して誘致を行いたいとする意向を示し、2007年（平成19年）9月21日にベスト電器が南館隣接地にオープンした。ベスト電器光の森店はゆめタウン光の森の別館という扱いとなっている。その為、ゆめカードだけでなくゆめタウンの商品券やレシート割引券が使用でき、逆にベスト電器のポイント値引券も発行当日のみゆめタウン光の森で使用することが可能である。
当初はバス路線が1日数便と殆ど皆無で、最寄駅となる三里木駅及び武蔵塚駅から徒歩10分以上の所にあり、自家用車以外でのアクセスが困難となっていた。その後、熊本電鉄によるバス路線新設及び光の森駅の開業によりアクセスは格段に良くなっている。

### 特徴
光の森には、2003年（平成15年）に住宅地を分譲開始してから県道316号住吉熊本線沿いを中心として店が次々とオープンしていたが、ゆめタウン光の森の開業後はそれまでを上回るペースでオープンが相次ぎそれに伴い人口も大幅に増加して、県が狙っていた大型SCを核とした商業圏と住宅地の展開は成功を収めている。
ゆめタウンが掲げていた初年度目標の売上210億円（専門店含む）は程なく達成しており、更に2005年（平成17年）は、ダイヤモンドシティ・クレア（現・イオンモール熊本=嘉島町）やゆめタウンはません（熊本市）などの大型SCが勢いを伸ばす中、163億円を売り上げた。
2010年（平成22年）時点で、ゆめタウンの店舗としては高松店、広島店、久留米店、佐賀店に続く5位の売上であり、県内のゆめタウンでは最大の売上を誇る。これは、シネコンやアミューズメント施設を備えている事からファミリー層を中心として固定客を獲得したことや、熊本県北部及び熊本市北部地域における最大の商業施設であり、これらの幅広い地域から客を獲得しているからである2015年（平成27年）にはゆめタウンでベスト3に入るまでの高収益店舗に成長しており、4月25日には南館を光の森駅方面へ増床している。将来的には光の森駅と高架通路で接続する構想もある。
2006年（平成18年）より駐車場を利用して熊本県と共同でパークアンドライドを光の森駅で行っており、申込者が多い。
この駐車場は、ゆめタウン光の森がロアッソ熊本のホームスタジアムであるえがお健康スタジアムに比較的近い事から、公式戦等が開催される時に臨時駐車場としても利用されている。こういった縁などからロアッソ熊本のピッチボードスポンサーとなっており、店内にはロアッソ熊本のフラッグを掲げるなど応援体制を取っている。

## 主なテナント
ここでは特筆すべきテナントを述べる。
なお、一部のテナントではTOHOシネマズの映画鑑賞券の半券を提示すると割引などのサービスが受けられる。

### 本館
- 1F
  - カルディコーヒーファーム - 県内1号店。
  - 銀座コージーコーナー - 同上。
- 2F
  - 紀伊國屋書店
    - 県内2店目であったが、2007年6月に熊本店が閉店した為、ゆめタウンはません内の熊本はません店開店まで県内唯一の店舗となっていた。

  - 新星堂
    - 紀伊國屋書店同様県内2店目であったが、熊本New-S店の撤退により現在八代店（ゆめタウン八代2階）と合わせて2店。

  - タイトーステーション
    - 2008年まではハロータイトー。

  - ダイソー

### 南館
- 1F
  - アカチャンホンポ
  - ロフト
- 2F
フードコートがあり、マクドナルドやケンタッキーフライドチキンなど、本館から移転したテナントが複数入居。
  - スーパースポーツゼビオ
  - ユニクロ
  - ABCマート
  - クーレンズ[19] - 県内1号店。
- 3F TOHOシネマズ3F

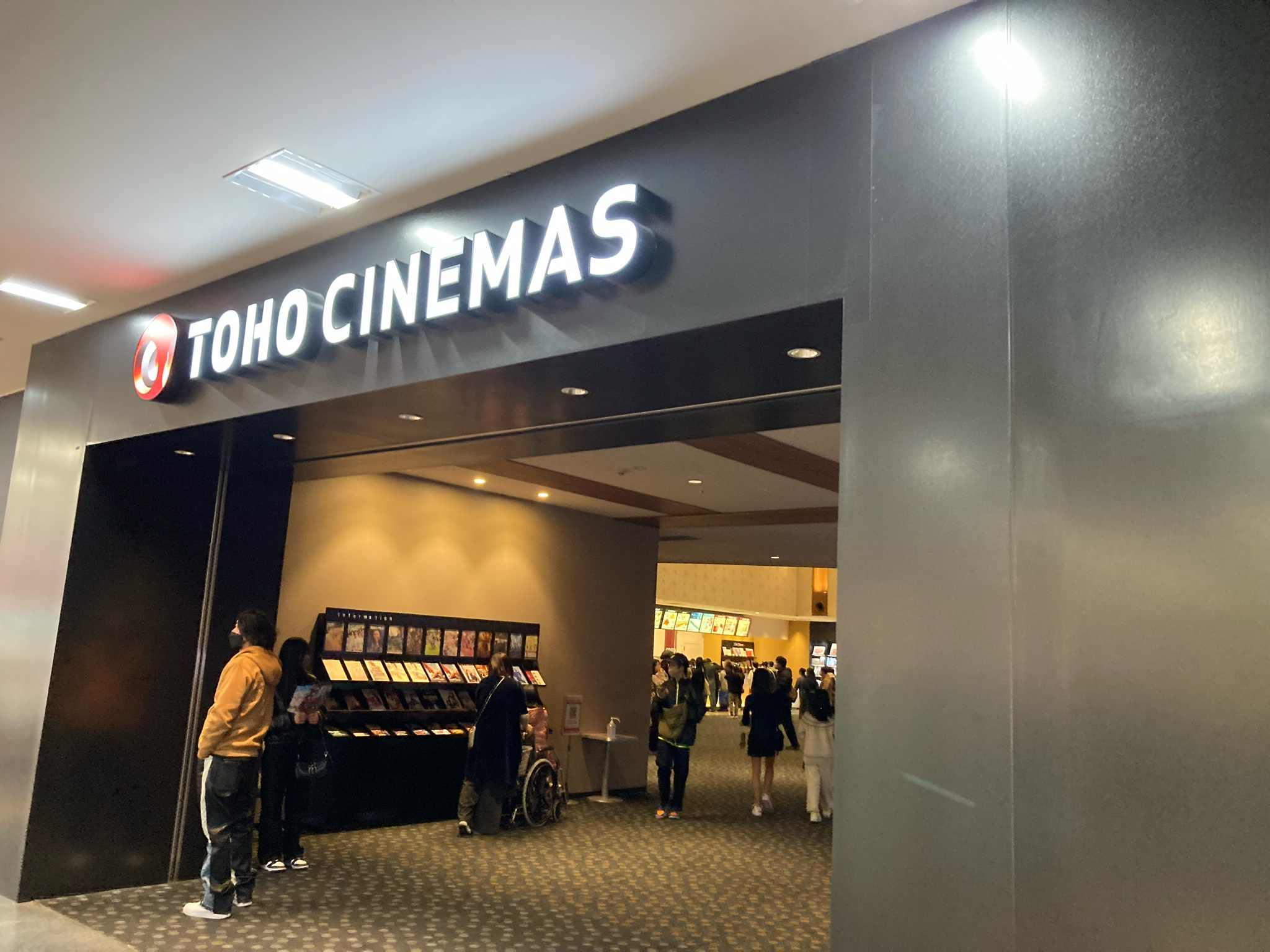
3F TOHOシネマズ

  - TOHOシネマズ光の森 - 開館から2008年2月29日までは九州東宝によって運営・経営が行われていた。
  - ナムコ

### 別館
- ベスト電器光の森店

### 過去に存在したテナント
本館
- マジックアイス
  - 常設店舗としては九州初出店（期間限定ではホークスタウンが先）。
- ロアッソグッズショップ
  - カートショップ形式によるロアッソ熊本公式グッズ販売。当初は2007年3月から同年12月2日までの期間限定だったが、その後もしばらく営業していた。
- 大阪王将
  - 国道57号沿いに移転
- ドトールコーヒー

南館
- 九州すし市場

## 交通アクセス

### 車
- 九州自動車道熊本ICより約5分

### 鉄道
- JR九州豊肥本線光の森駅 徒歩3分（南館）

### バス
- 「ゆめタウン光の森前」バス停

熊本電鉄バス
桜町BT16番のりぱ E2-2系統（子飼橋・熊本大学・竜田口駅前・楠団地経由 光の森駅行き）
桜町BT15番のりば C5-2系統（三軒町・堀川・新地団地・武蔵ヶ丘経由 光の森駅行き）
桜町BT15番のりば C9-2系統（三軒町・清水ヶ丘・楠団地経由 光の森駅行き）
合志市営レターバス - 2011年7月1日以降は全便停車
九州産交バス
桜町BT16番のりぱ E3-2系統（子飼橋・熊本大学・竜田口駅前･二里木・武蔵ヶ丘中央経由 光の森産交行き）
桜町BT25番のりぱ K5-1系統（水前寺公園・熊本県庁・東バイパス経由 光の森産交行き）
高速バス「ひのくに号」博多・天神行き（光の森産交発着便） - 2024年4月1日より停車開始
熊本電鉄バス・九州産交バス共同運行
菊陽町巡回バス「キャロッピー号」
中央循環線（日曜-金曜運行、九州産交バス）
西部線（月曜・水曜・金曜運行、熊本電鉄バス）
- 「光の森駅南口」（旧称・五軒屋→光の森入口）バス停 - 下車徒歩6分

九州産交バス
桜町BT16番のりば E3-4系統（子飼橋・熊本大学・三里木・菊陽病院経由 光の森産交行き）またE3-5系統（子飼橋・熊本大学・三里木・原水駅前・大津中央経由 大津産交行きまたは吹田団地行き）

#### ゆめタウン光の森バス停留所
この項目では「ゆめタウン光の森」バス停留所の発着便を表記。なお、「○○バスターミナル」は「○○BT」に省略。
| 運行事業者                   | 運行系統                     | 行先 | 備考                                         |
| ゆめタウン光の森・本館本館側 | ゆめタウン光の森・本館本館側 | ゆめタウン光の森・本館本館側                                                                                        | ゆめタウン光の森・本館本館側                 |
| ---------------------------- | ---------------------------- | --- | -------------------------------------------- |
| 電鉄バス                     | E2-2・C5-2・9-2・9-7         | 光の森駅 |                                              |
| 合志市・レターバス           | 北ルート線                   | 光の森駅 | 平日朝夕2便、土休日は夕方1便のみ             |
| 産交バス                     | E3-2・K5-1                   | 光の森産交 |                                              |
| 菊陽町巡回バス・キャロピー号 | 中央循環線                   | 右回り（さんふれあ前、カリーノ菊陽、緑ヶ丘、菊陽町役場方面)                                                         | 土曜日のみ運休。                             |
| 菊陽町巡回バス・キャロピー号 | 西部線                       | 菊陽町役場（竹迫踏切、さんふれあ前、カリーノ菊陽、、津久礼ヶ丘経由)                                                 | 月・水・金のみ運休。                         |
| ゆめタウン光の森・南館側     |                              | |                                              |
| 産交バス                     | ひのくに号                   | 博多BT、天神BT | 座席指定制（空席時は予約なしで利用可能）。   |
| 電鉄バス                     | C5-2                         | 桜町BT（武蔵ヶ丘、新地団地、堀川、北熊本、三軒町経由）                                                              | 本数少。                                     |
| 電鉄バス                     | C9-2                         | 桜町BT、熊本駅前（沖畑団地、楠団地、北高入口、清水ヶ丘、三軒町経由）                                                | 本数少、熊本駅前行は土休日のみ。             |
| 電鉄バス                     | C9-7                         | 桜町BT（沖畑団地、楠団地、北高入口、岩倉台、清水ヶ丘、三軒町経由）                                                  | 本数少、平日のみ。                           |
| 電鉄バス                     | E2-2                         | 桜町BT、熊本駅前（楠団地、二里木・竜田口駅前・子飼橋・水道町経由）                                                  | 熊本駅行は本数少。                           |
| 産交バス                     | E3-2                         | 桜町BT、熊本駅前（武蔵塚駅前、二里木・竜田口駅前・子飼橋・水道町経由）                                              | 熊本駅行は本数少（平日のみ）。               |
| 産交バス                     | K5-1                         | 桜町BT（松の本・北バイパス入口・県庁前・水道町経由）                                                                | 土休日運休。                                 |
| 菊陽町巡回バス・キャロピー号 | 中央循環線                   | 左回り（東ヶ丘団地、カリーノ菊陽、津久礼ヶ丘、菊陽町役場方面)                                                       | 土曜日のみ運休。                             |
| 菊陽町巡回バス・キャロピー号 | 西部線                       | 向陽台（キャロッピア、武蔵ヶ丘、花立経由)                                                                           | 月・水・金のみ運休。                         |
| 合志市・レターバス           | 南ルート線                   | アンビー熊本（杉並台、JT前、合志市役所<ヴィーブル>経由） 御代志（永江団地、黒石原、黒石駅入口、ユーパレス弁天経由） | レターバスは本館側バス停留所でも乗車できる。 |
| 合志市・レターバス           | 北ルート線                   | 辻久保（杉並台、アンビー熊本、合志小前、平島経由）                                                                  | 平日朝夕2便、土休日は夕方1便のみ             |

## 近隣SC
- アンビー熊本
- ゆめタウンサンピアン（ニコニコ堂から引き継いだ店舗。トイザらスが核テナント）
- サンリーカリーノ菊陽（旧：サンリー菊陽・サンリー寿屋→イオン菊陽店）

土地の所有者はカリーノであるが、核テナントは同じイズミグループのゆめマート菊陽が入居。